# NGC 4644
NGC 4644 (ook: NGC 4644A) is een balkspiraalstelsel in het sterrenbeeld Grote Beer. Het hemelobject werd op 14 april 1789 ontdekt door de Duits-Britse astronoom William Herschel.

## Synoniemen
- UGC 7887
- MCG 9-21-30
- ZWG 270.14
- KCPG 352A
- PGC 42708